# Olga Pircher

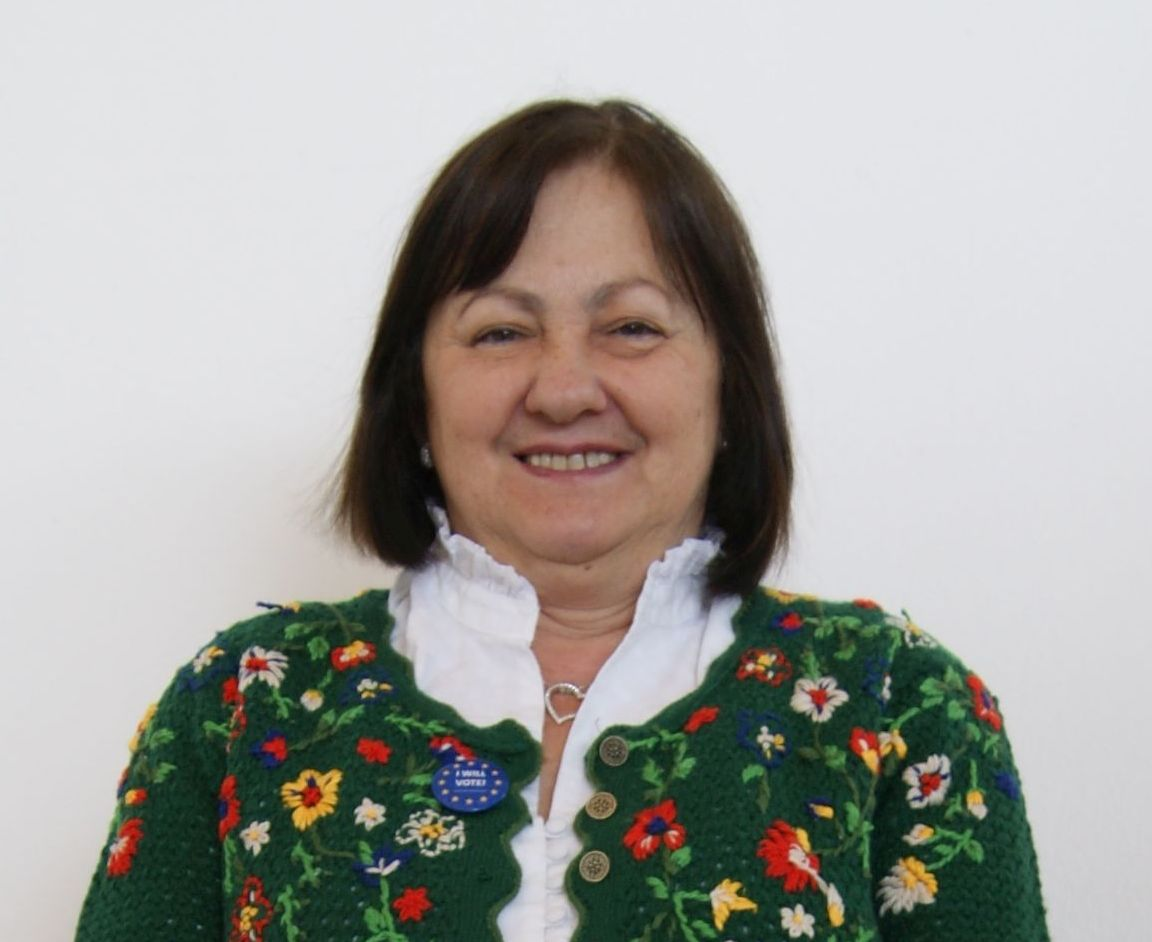
Olga Pircher anlässlich einer Veranstaltung der Sozialistischen Bodensee-Internationalen 2019 in Friedrichshafen

Olga Sonja Barbara Pircher (* 7. Oktober 1952 in Leoben als Olga Haidinger) ist eine österreichische Politikerin (SPÖ). Pircher war von 2001 bis 2009 Abgeordnete zum Vorarlberger Landtag.

## Ausbildung und Beruf
Pircher besuchte von 1959 bis 1963 die Volksschule und schloss 1971 ein neusprachliches Gymnasium mit der Matura ab. Sie war in der Folge als B-Beamtin der Post-Direktion Graz tätig und besuchte von 1974 bis 1976 den Lehrgang Grundbegriffe des Verfassungs- und Verwaltungsrechts an der Universität Graz. Pircher gibt als ihren momentanen Beruf Pensionistin an und war als Nachhilfelehrerin für Englisch und Französisch tätig.

## Politik
Pircher war von 2003 bis 2015 Landesfrauenvorsitzende der SPÖ-Frauen Vorarlberg. Als weitere Funktionen hatte sie jene einer stellvertretenden Landesparteivorsitzenden inne, war Mitglied des Landes- und Bundesparteivorstands sowie (Vize)-Präsidentin der Sozialistischen Bodensee-Internationale und Mitglied des Bodenseerats. Am 31. Januar 2001 folgte sie Helmut Zimmermann in den Vorarlberger Landtag nach, in dem sie bis 13. Oktober 2009 verblieb. Von November 2013 bis März 2017 war sie Bezirksvorsitzende der SPÖ-Bezirk Bludenz. Sie ist Mitglied des Kulturausschusses der Stadt Bludenz und Obfrau des Vereins Volkshochschule Bludenz.

## Privates
Pircher lebt in Bludenz und ist seit 1972 verheiratet. Sie übersiedelte 1977 von der Steiermark nach Vorarlberg und ist Mutter von drei Kindern und Großmutter von zwei Enkelinnen. Ihr Sohn, der 1976 geboren wurde, verstarb 2004 in Zürich während seines Doktoratsstudiums der Physik, ihre zwei Töchter wurden 1980 und 1983 geboren. Beide Töchter haben in Innsbruck studiert, die jüngere Tochter lebt in Schweden.